# パニ族

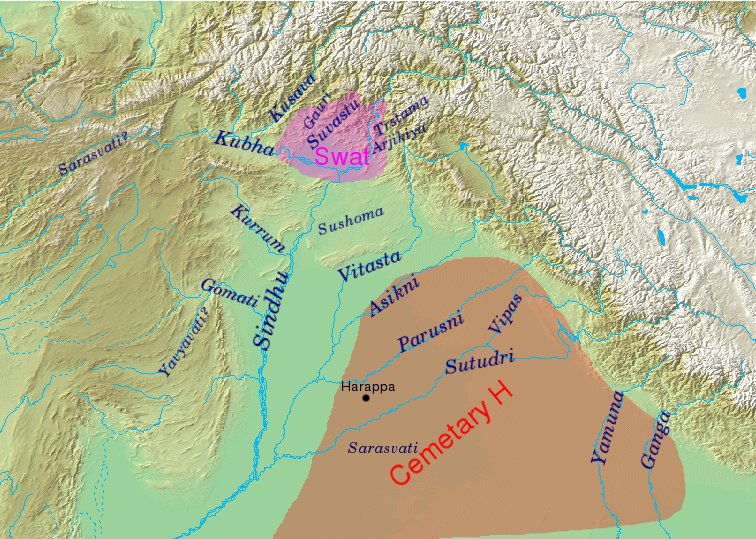
十王戦争の戦場となった五河地方（パンジャーブ）

パニ族（サンスクリット語 पणि Paṇi）は、古代インドの宗教文献『リグ・ヴェーダ』に言及される部族のひとつ（10.108）。パルニ氏族と同一視する説もある。
十王戦争に、プール族をはじめとする十王軍のひとつとして参戦し、スダース王率いるトリツ族・バラタ族軍に敗れたとされる。

## 『リグ・ヴェーダ』神話
『リグ・ヴェーダ』においては、次のような神話が伝えられる。
- パニ族の者たちは、ラサー川の畔で、盗まれた牛の群の番をしていた。そこに、その牛を取り返すために、インドラ神の使いの雌犬サラマーがやって来た。パニ族の者たちは、自分たちの武器を誇示しながら牛の群を岩屋に匿してしまった。しかし、サラマーはインドラ神とアンギラス（人間の祭祀を見張っている天人）たちの強力さを告げた。結局、牛はすべて、アンギラスたちにより奪還された。（10.108）